# تاريخ لبنان القديم
هناك آثار تدل أن مناطق غربي آسيا ومنها لبنان كانت مستوطنة منذ العصر النياندرتالي. إلا أنه لا يوجد الكثير من الدراسات عن الإنسان الأول الذي عاش على السواحل الشرقية للبحر المتوسط الا البقايا العظمية والأدوات الحجرية التي دلت أنه سكن الكهوف. ودلت هذه الآثار أن هذا الإنسان كان أقرب إلى الغوريللا، قصير القامة وبدين الجسم، ثخين العظم مقوص الظهر، قصير الأصابع وغليظها. كان يعيش في الكهوف في جماعات قليلة وكان يأكل النباتات ولحم الحيوان. وتدل الآثار أنه عاش منذ 180,000 عاما.
يعود ذكر تاريخ لبنان المدون إلى 5000 سنة. وكان سكان هذا الساحل الشرقي للبحر الأبيض المتوسط من الكنعانيين الساميين من سام بن نوح. دعا الإغريق سكان هذه المناطق بالفوينيكوس (phoinikies) والتي تعني البنفسجيين وذلك نسبة للون البنفسجي الذي طغى على ألبستهم وللصباغ الأرجواني الذي اشتهروا به. وهكذا عرفوا بالفينيقيون في الآثار القديمة. كما سمي أهل مناطق البقاع بالأمورو نسبة إلى الشعوب الأمورية التي أتت من جزيرة العرب واستوطنت بادية الشام.
إلا أن اهالي هذه البلاد أطلقوا على أنفسهم اسم «تجار من صيدا» وعلى بلادهم باسم «لبنان» بسبب موقعه وطبيعته.

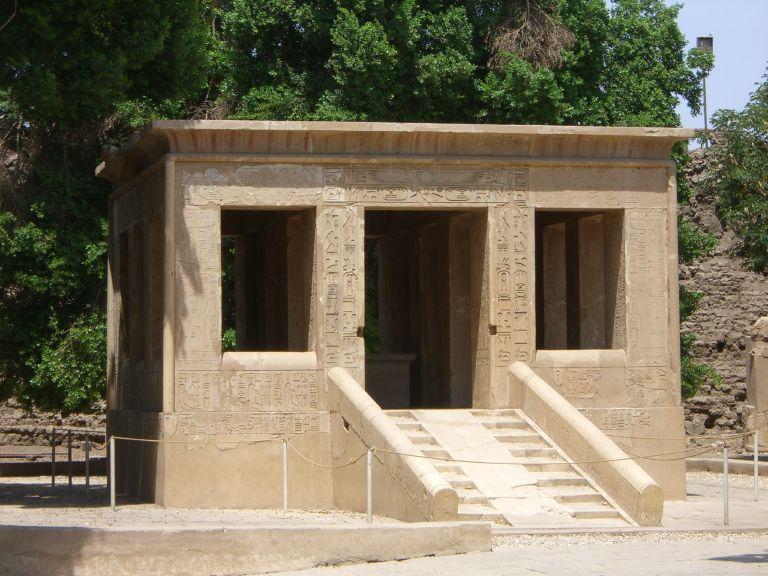
قدس الأقداس الأبيض بالكرنك

خلال الفترة الفينيقية، كانت شعوب غربي آسيا مؤلفة من ممالك مستقلة كل في مدينة ساحلية. وكانت تشتهر كل مدينة بحسب صنعة أبناءها. فمدينتي صيدا وصور اشتهرتا بتجارتيهما البحرية. أما مدينة جبلا التي اشتهرت ببييلوس (واليوم تعرف بمدينة جبيل) فاشتهرت بمراكزها الدينية وتجارتها مع مصر القديمة ما بين 2686ق.م و 2181 ق.م بحيث صدّرت خشب شجر الأرز وزيت الزيتون والنبيذ واستوردت الذهب من وادي النيل. واشتهرت مدينة بيريتوس (الاسم ألإغريقي لبيروت) بتجارتها ومراكز العبادة.

## العصر البرونزي

### المصريون
خلال مطاردة المصريون للهكسوس في عهد الدولة الحديثة الفرعونية في مصر، ضم تحتمس الثالث للسيادة المصرية الساحل الشرقي للبحر المتوسط بالكامل، بالإضافة إلى المدن الفينيقية، مؤسسًا بذلك أول إمبراطورية في التاريخ تمتد من تركيا شمالا والصومال جنوبا، والعراق شرقا، وليبيا غربا.

### الفينيقيون
وبنهاية القرن الرابع عشر ما قبل الميلاد، ضعفت الدولة الحديثة مما أعطى الفنيقيين الفرصة ليستقلوا عنهم في بداية القرن 12 ق.م. وبقى استقلال الفنيقيين للعقود الثلاث التي تلت، فازدهرت المنطقة وفرضت وجودها التجاري على حوض المتوسط.
في هذه الفترة، استعمل الفنيقيون أحرفا أبجدية لتسهيل تجارتهم ومخاطبتهم للشعوب الأخرى. وهذه الأحرف اعتمدت على ترميز مخارج الأصوات بدلا من تصور للمعاني التي كانت معتمدة في الكتابة في ذلك الزمن. وعلَّم الفنيقيون الكتابة لشعوب البحر المتوسط مستعملين أحرفهم فيما عرف بالأحرف الأبجدية.
وفي هذه الفترة وسّع الفنيقيون تجارتهم لتشمل، بالإضافة للنسيج، المعادن والزجاج. كما برعوا في تشكيل المعادن وتشكيل الزجاج وفي الملاحة البحرية. كما اسسوا المستعمرات في حوض المتوسط مثل قبرص، رودوس، كريت وقرطاجنة. كما دارت سفنهم حول القارة الأفريقية الآف السنين قبل البحارة البرتغاليين. واستمر ازدهار الشعب الفنيقي حتى الغزو الأشوري.

## الحكم البابلي

### الحكم الآشوري
استولى الأشوريون (875 - 608 ق.م) علي الساحل الشرقي للمتوسط وقضوا على ازدهار الفنيقيين. حاول سكان صور وبيبلوس الانتفاضة على حكم ألأشوريون في القرن 8 ق.م إلا أن تغلث فلاسر اخضعهم وفرض جزية قاسية. وحاولت صور الانتفاضة ضد سرجون الثاني إلا انه اخضعها في سنة 721 ق.م. وقام اسرحدون (681ق.م) بتدمير وسبي سكان صيدا وبناء مدينة جديدة على أنقاضها.

### البابليون والفرس
بنهاية القرن الثامن ق.م ضعف الأشوريون مما سمح للبابليين بالقضاء عليهم وإنشاء دولة قوية في بلاد ما بين النهرين. وخلال الحكم البابلي، قاومت مدينة صور لمدة 13 عاما حصارا قويا من ِقِبل نبوخذنصرالبابلي قبل أن يفتحها ويأسر أهلها.
أنهى الفرس الأخمينيون حكم البابليين في عهد قوروش مما جعل الفينيقيين يخضعوا لهم. وساند الفنيقيون الفرس بحروبهم ضد ألإغريق وخاصة باستعمال مراكبهم في المعارك البحرية. إلا انهم انتفضوا على دارا الأول بسبب مآسي الجزية المفروضة عليهم.

### حكم الأغريق
عند انتصارات الملك الإغريقي الاسكندر المقدوني على الفرس في عام 333 ق.م، رحب الفنيقيون به فاتحا لبلادهم. إلا أن أهل صور رفضوا طلبه لتقديم ذبائح في معبد ملكارت مما دفعه لتدمير الجزيرة بعد 8 أشهر من الحصار. تأثر الفينقيون كثيرا بالثقافة الإغريقية مما أعطاهم طابعا مختلفا عن بقية شعوب المنطقة. بعد موت الإسكندر، تبع الفنيقيون الدولة السلوقية. إلا أن المنطقة تأثرت بالنزاعات بين القادة الإغريق.

## الإمبراطورية الإخمينية

### نزوح بني عاملة إلى لبنان
وفي القرن الثالث ما قبل الميلاد، وقعت حادثة سيل العرم وانهيار سد مأرب وضياع مملكة سبأ المعروفة في التاريخ. وبسبب هذه الكارثة، هاجرت قبيلة عاملة بن سبأ بن يشجب بن قحطان من اليمن إلى أطراف الشام فيما عرف بجبل عامل. وهي منطقة الهضاب في جنوب لبنان المشرفه على البحر المتوسط وفلسطين وعرف سكانها باسم أهل جبل عامل.

## العصور القديمة الكلاسيكية

### الرومان
في سنة 64 ق.م أنهى القائد بومبي حكم السلقيون وضم المدن الفينيقية لحكم الرومان. ونعمت المدن الفنيقية بالازدهار الاقتصادي والفكري والثقافي. كما مَنح الرومانيون أهل مدن صيدا وصور وبيبلوس المواطنية الرومانية. كما بنى الرومان الصروح والهياكل مثل معبد بعلبك ودار الحقوق والحمامات العامة في بيروت والهياكل في صور. وازدهرت التجارة حيث صدَّر الفينيقيين خشب شجر الأرز والعطور والمجوهرات والنبيذ وعبَّدوا الطرق.

### البيزنطيون
في سنة 395 ق.م تبعت منطقة لبنان الدولة البيزنطية مما تابع ازدهارها لقرن كامل. وفي القرن السادس الميلادي ضرب البلاد زلازل التي دمرت العديد من معالمها كهيكل بعلبك ومدرسة الحقوق في بيروت وقتل 30,000 من سكانها.

### الموارنة
في عهد البيزنطيين، حصل صراع بين المسيحيين حول طبيعة السيد المسيح. وكان القديس مارون من أشد المقاومين لعقيدة الطبيعة الواحدة واتفقوا مع ثوابت المجمع الخلقيدوني الذي انعقد عام 451م. أدى هذا الاختلاف إلى مجازر عنيفة انتهت بمقتل أكثر من 3300 راهب ماروني في ديرالقديس مارون وأفاميا. دفعت هذه المجازر إلى هروب أتباع القديس مارون جنوبا إلى مرتفعات جبل لبنان التي أمنت لهم حماية طبيعية. ومذاك الوقت أستوطن الموارنة جبال لبنان الوعرة وبنوا الأديرة في صخوره.

### المردة
في نفس فترة انتقال الموارنة إلى لبنان، تواجد في لبنان قوم سمي بالمردة. اختلف على نسبهم فمن قال أنهم من الجراجمة ومنهم من نسبهم إلى الموارنة الذين نزحوا إلى تلك الجبال. إلا أن ما اتفق عليه أن المردة كانوا مقاتلين شديدو البأس مرهوبو الجانب عاشوا في لبنان وجعلوه حصينا.

## طالع
- مدن لبنان الفينيقية